# Xã Booth, Quận Palo Alto, Iowa
Xã Booth (tiếng Anh: Booth Township) là một xã thuộc quận Palo Alto, tiểu bang Iowa, Hoa Kỳ. Năm 2010, dân số của xã này là 90 người.